# Euphorbia inermis
Espèce
Euphorbia inermis est une espèce de plantes de la famille des Euphorbiacées.